# Vittorio Cauvin (azienda)
Vittorio Cauvin s.p.a. (anche nota con la denominazione Gruppo Cauvin) è una holding italiana con sede nella città di Genova, attiva con le sue filiali nell'importazione, esportazione, trasformazione e distribuzione di commodities e semilavorati (fertilizzanti e metalli) e nella fornitura di servizi d'intermediazione per il commercio internazionale.

## Storia
Nel 1890 Vittorio Cauvin, membro di una famiglia di origini francesi trapiantata a Genova a metà del XIX secolo, fonda nel capoluogo ligure una ditta d'importazione di fertilizzanti. Collaborando col figlio Ernesto, il patron ottiene la procura per il mercato italiano da parte dei consorzi americani PhosChem e PhosRock, trattando sia articoli organici (su tutti il guano del Cile) che di sintesi (nitrato di sodio, scorie Thomas, fosfato e sale potassico).
Negli anni 1930 Ernesto siede nella direzione della corporazione della chimica del Regno d'Italia e nel 1939 viene nominato, in quota del Consiglio nazionale delle corporazioni, alla Camera dei Fasci e delle Corporazioni per la XXX legislatura.
Il fondatore resta a capo dell'impresa fino al secondo dopoguerra, quando lascia progressivamente spazio al figlio: sotto la sua direzione il business viene ampliato all'importazione e semilavorazione dell'acciaio (in particolare ottenendo il mandato d'agenzia italiano per conto della United States Steel, tra i maggiori produttori siderurgici a livello mondiale), nonché alla fornitura di servizi per il commercio estero, costruendo una rete sempre più fitta di corrispondenze internazionali. Nel 1966 Ernesto Cauvin riceve l'onorificenza di cavaliere del lavoro della Repubblica Italiana.
Tra il 1958 e gli anni 1970 subentra la terza generazione della famiglia (nelle persone dei figli di Ernesto, Gian Vittorio e Massimiliano "Max" Cauvin), che prosegue la diversificazione delle attività: l'azienda apre sedi di rappresentanza a Roma, Milano e Bologna e anche a Il Cairo (sede che nel 1974 viene consolidata, diventando la "testa di ponte" per vari affari del gruppo in Africa e nel Mediterraneo), mentre in Spagna, con l'apporto della Finsider, viene creata la Sideriberica, società dedita allo smercio di prodotti siderurgici italiani in territorio iberico, con uffici a Madrid e Barcellona. Nel 1966 il ramo acciaiero in ambito italiano viene demandato alla controllata Acciai di Qualità.
Nel 1978 i Cauvin ottengono dalla multinazionale Alcoa il diritto di distribuzione per l'Italia di piastre in alluminio.
Nel 1980 Gian Vittorio assume la presidenza della camera di commercio genovese (mantenendola fino al 1991) e nel 1982 (un anno dopo la morte del padre) eredita anche la massima carica aziendale.
Sempre nel 1982 l'attività di fornitura di beni e servizi a paesi in via di sviluppo viene organizzata nella controllata Com.Int, mentre la Diffel ottiene dalla IBM la concessione per la vendita di personal computer sul mercato italiano; nel 1983 il ramo acciaiero si espande ulteriormente incorporando la Fantino & C., attiva nella distribuzione di lamiere navali e caldaie.
Tra il 1983 e il 1987 Gian Vittorio Cauvin siede nel comitato promotore del nuovo Banco di San Giorgio, che idealmente "riporta in vita" quello che fu il più antico istituto di credito genovese. Egli ne sarà altresì presidente nei primi anni 1990, traghettandola fuori dalla crisi economica seguita al mercoledì nero, nonché agevolandone l'alleanza col Credito Agrario Bresciano.
Nel 1985 il gruppo viene riorganizzato nella holding Vittorio Cauvin; un anno dopo viene costituita Alluminio di Qualità, che poco dopo incorpora i marchi Lampro Alluminio e Fover Alluminio, catalizzando l'attività della distribuzione di semilavorati in alluminio per il mercato industriale, la cantieristica navale e l’edilizia. L'anno successivo la holding entra nei settori del brokeraggio assicurativo e della gestione patrimoniale, rilevando rispettivamente la Proteca e la Ligure Piemontese Commissionaria. L'acquisizione della Orsi Automazione la porta poi nel ramo dell'automazione industriale.
Nel 1992 Gian Vittorio Cauvin riceve, come già il padre, il cavalierato del lavoro: nel decennio precedente i dipendenti del gruppo erano passati da 100 a oltre 250, aumentabili a 453 computando anche le partecipate, mentre il fatturato era salito da 36 a oltre 150 miliardi di lire. Parallelamente il gruppo e il suo patron avevano rivestito un ruolo determinante nella costruzione del World Trade Center di Genova, nuovo centro direzionale del capoluogo ligure, di cui Gian Vittorio Cauvin diviene primo presidente.
Verso il 1990, non giudicando più sufficientemente remunerativa l'attività di agenzia per conto dei produttori di fertilizzanti, primo core business dell'azienda, i Cauvin si accordano con un distributore belga per creare la Cauvin Agricoltura, destinata a inserirsi direttamente nel mercato della distribuzione. Contestualmente viene formulato un progetto per impiantare entro il porto di Genova un polo logistico dedicato ai fertilizzanti. Tuttavia nel 1991 l'iniziativa sconta il contraccolpo del commissariamento della Federconsorzi, il conglomerato che al tempo era tra gli attori principali del settore primario in Italia: l'imprevisto causa il defilarsi dei partner e lascia la giovane società completamente in mano alla famiglia genovese. Nonostante ciò (e a prezzo di una cospicua perdita economica iniziale) la Cauvin Agricoltura sopravvive, riuscendo comunque ad imporre la propria presenza sul mercato italiano delle commodities e incorporando successivamente il marchio piemontese Fallarini.
Negli anni 1990 la Cauvin sigla un mandato d'agenzia con BHP Billiton per trading ed hedging internazionale dell'alluminio primario, terminato il quale nel 2011 l'attività passa in house alla controllata Cauvin Metals, che negli anni inizia a trattare direttamente coi produttori (senza intermediari) ed estende il suo raggio d'azione anche a piombo, rame, zinco, polvere di alluminio e vari altri prodotti siderurgici, raggiungendo presto la leadership nazionale nel proprio settore.
Nel 2000 la multinazionale ThyssenKrupp manifesta interesse per l'acquisizione della Acciai di Qualità, già da tempo sua agente di commercio per le lamiere: dopo qualche mese di trattativa, il gruppo siderurgico tedesco accetta di entrare in società con una quota di minoranza, rilevando il 24,9% delle quote azionarie tramite ThyssenKrupp Italia. In virtù dell'accordo la lavorazione, distribuzione e commercializzazione delle lamiere ThyssenKrupp per il mercato italiano passa in toto (con l'eccezione della balistica e dell'offshore) ai Cauvin.
Sempre nel 2000, alla morte di Gian Vittorio, la guida del gruppo passa ai figli Ernesto, Umberto e Michele, che successivamente integrano nel management anche i nipoti Mattia Marconi e Gregorio Cauvin, ossia la quinta generazione familiare dal 1890.

## Organizzazione
La Vittorio Cauvin s.p.a. si connota come azienda a conduzione familiare, essendo sempre rimasta, in oltre 130 anni di attività, sotto il controllo dei discendenti del fondatore.
La holding di partecipazioni e servizi ha la sua sede centrale a Genova, presso l'antico appartamento di famiglia dei Cauvin e presenta al 2023 questa articolazione:
- opera nel settore dell'importazione, trasformazione e distribuzione di fertilizzanti coi marchi Cauvin Agricoltura, Genagri e Fallarini Agricoltura (quest'ultimo si concentra nelle provincie di Novara, Pavia e Vercelli);
- nella distribuzione e prelavorazione di lamiere e nastri coils d'acciaio tramite Acciai di Qualità, che è distributore semi-esclusivo di ThyssenKrupp per il mercato italiano;
- nella commercializzazione e distribuzione di leghe ferrose tramite BBC Alloys;
- nell'importazione di alluminio primario, metalli non ferrosi e nel trading di semilavorati e altri prodotti siderurgici mediante Alluminio di Qualità e Cauvin Metals;
- nelle forniture di beni a paesi sottosviluppati, nel quadro di progetti finanziati da istituzioni internazionali e organizzazioni non governative, tramite Com.Int.

## Sport
La famiglia Cauvin ha uno stretto legame con la storia del Genoa, il più antico club calcistico italiano; il patriarca Vittorio ne fu a lungo consigliere e vicepresidente dal 1912 al 1914, mentre il figlio Ernesto (pure lui consigliere per molti anni) ne assunse direttamente la presidenza tra il 1951 e il 1953, contribuendo a risollevare il club dopo un periodo caratterizzato da inefficienza manageriale e risultati sportivi deludenti.